# Trio à cordes no 1 de Hindemith
Le Trio à cordes opus 34 est un trio pour violon, alto et violoncelle de Paul Hindemith composé en 1924.

## Structure
Le trio comprend quatre mouvements :
1. Toccata
2. Adagio (lent et très calme)
3. Scherzino
4. Finale